# 八条用水
八条用水（はちじょうようすい）は、埼玉県越谷市・草加市・八潮市を流れる用水路。
八条用水路とも呼ばれる。

## 概要
越谷市南部にある逆川（瓦曽根溜井）から分水し南東へ流れる。葛西用水路（東京葛西用水）の東側を平行するように南に向きを変えながら草加市の東部や八潮市を縦断し、八潮パーキングエリアの先で葛西用水路に合流する。
1596年から1615年（慶長年間）にかけて、埼玉郡八条領の灌漑用水として開削された。受益面積は890 haである。

## 橋梁
上流より
- 暗渠（埼玉県道115号越谷八潮線）
- 馬喰橋
- えんまどう橋
- 馬頭橋
- 沼端橋
- 西方橋（埼玉県道・千葉県道52号越谷流山線）
- 名称不明
- JR武蔵野線
- 川柳橋
- 富士見橋
- 麦塚橋
- 宝橋
- 十二塚橋
- 山城橋（埼玉県道380号柿木町蒲生線）
- 出戸橋
- 八条用水橋
- 笹橋
- 名称不明
- （東京外環自動車道・国道298号）
- 国道298号側道
- 境橋
- 和耕新橋
- 和耕橋（埼玉県道・千葉県道29号草加流山線）
- 親水橋
- 寿老橋
- 大黒橋
- 福禄橋
- 恵比須橋
- 弁財橋
- 毘沙門橋
- 布袋橋
- 末廣橋
- 八條小橋（埼玉県道327号草加八潮三郷線）
- 名称不明
- 暗渠（埼玉県道・東京都道102号平方東京線）
- 名称不明
- 念仏橋（旧埼玉県道54号松戸草加線）
- （いちょう通）
- 名称不明
- 首都高速6号三郷線
- 埼玉県道116号八潮三郷線
- 名称不明

## 周辺
越谷市
- 越谷レイクタウン
  - 大相模調節池

草加市
- そうか公園
- 千疋幹排

八潮市
- 八条親水公園 - 平成6年度手づくり郷土賞（人々が集い憩う水辺づくり）受賞[2]。
- 八条北公園
- 大原公園
- 首都高速道路八潮パーキングエリア
- 首都圏新都市鉄道つくばエクスプレス　八潮駅